# Liste der Baudenkmäler in Augsburg-Bahnhofs- und Bismarckviertel
In der Liste der Baudenkmäler im Bahnhofs- und Bismarckviertel sind die Baudenkmäler im Augsburger Stadtbezirk Bahnhofs- und Bismarckviertel im
Planungsraum Innenstadt
(I)
aufgelistet. Zu diesen Baudenkmälern gibt es auch eine Bildersammlung.
Diese Liste ist eine Teilliste der Liste der Baudenkmäler in Augsburg. Grundlage der Liste ist die Bayerische Denkmalliste, die auf Basis des bayerischen Denkmalschutzgesetzes vom 1. Oktober 1973 erstmals erstellt wurde und seither durch das Bayerische Landesamt für Denkmalpflege geführt und aktualisiert wird. Die folgenden Angaben ersetzen nicht die rechtsverbindliche Auskunft der Denkmalschutzbehörde.

## Ensembles

### Ensemble Beethovenstraße

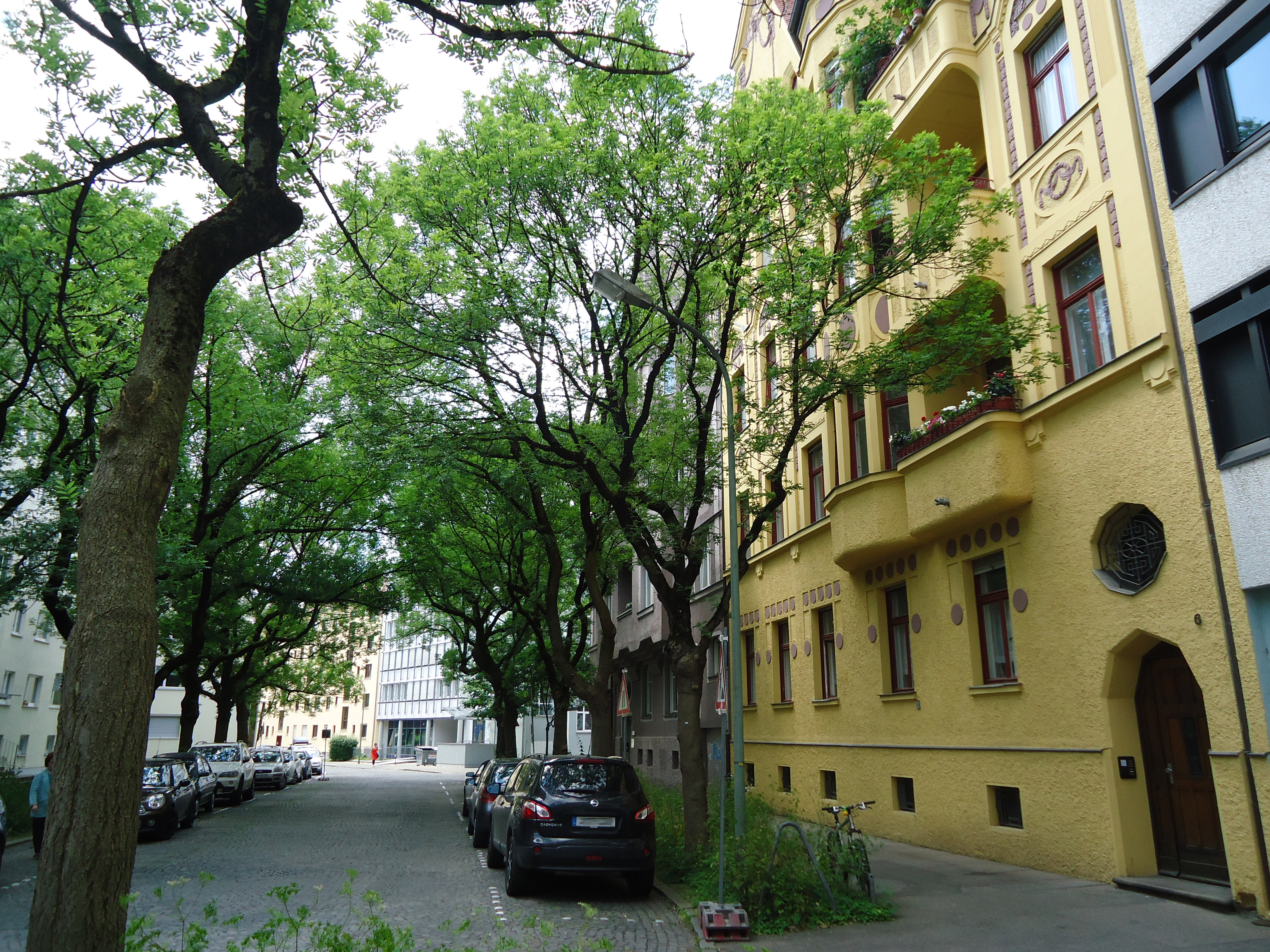
Ensemble Beethovenstraße

Geschlossener Baublock mit Eckausbildungen nach mehreren Seiten am Eingang in das nach 1900 vor dem ehemaligen Gögginger Tor angelegte Wohnviertel zwischen Hermanstraße und Schießgraben, an dem hervorragende Augsburger Architekten gearbeitet haben: Albert Jack und Maximilian Wanner, Krauß und Dürr, Oswald und Rottmann, Bresele, H. Schnell. Die Fassaden der Wohnbauten weisen zum Teil Jugendstilformen auf.
Aktennummer: E-7-61-000-3

### Ensemble Bismarckstraße

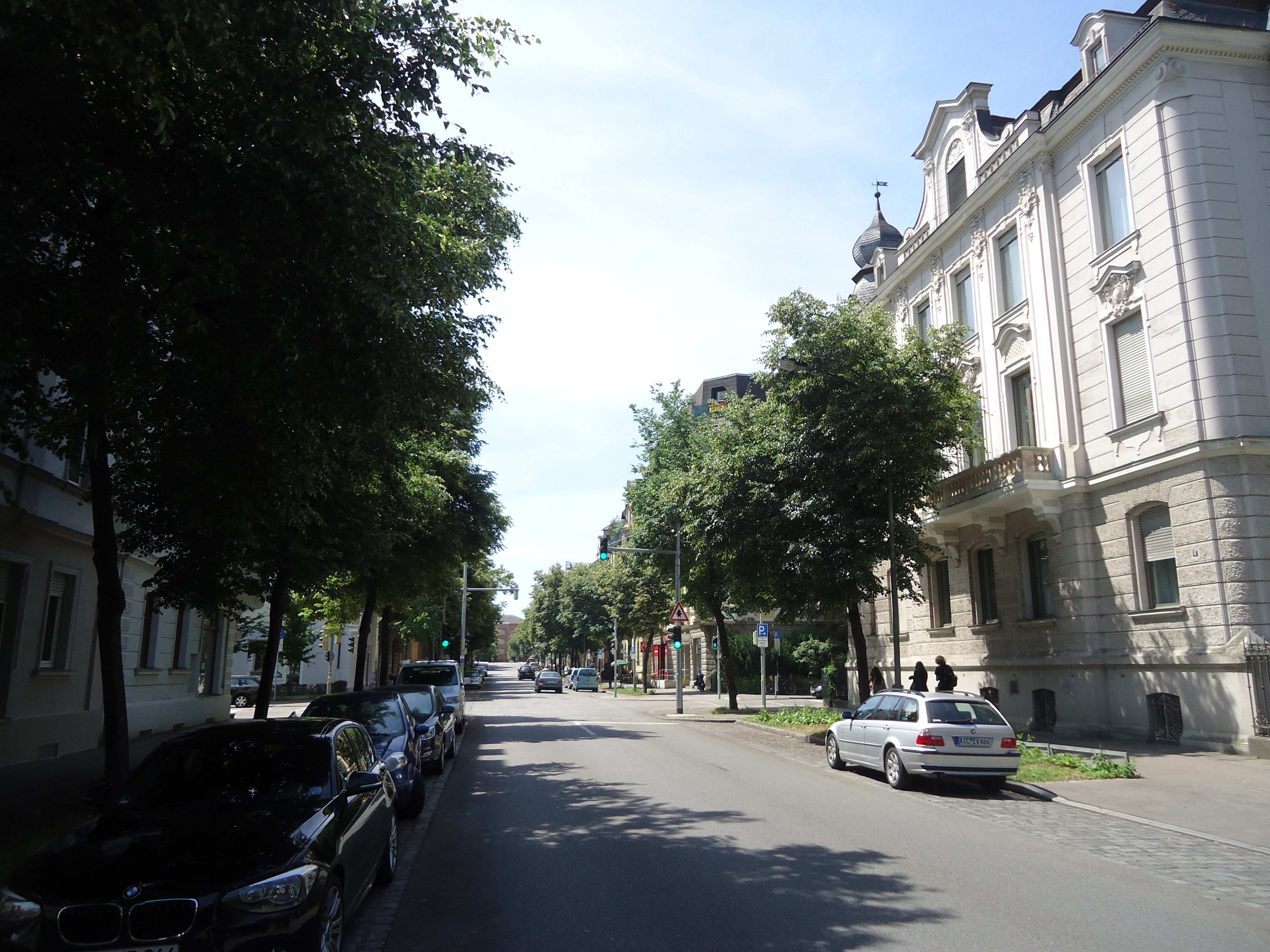
Ensemble Bismarckstraße

Vom Eserwall in Richtung auf die ehemalige Infanteriekaserne im letzten Jahrzehnt des 19. Jahrhunderts angelegte Allee mit repräsentativen Mietshäusern in Formen des Historismus. Die Bebauung erfolgte nach der 1891 erlassenen Vorschrift im offenen System, jedoch in ungewöhnlicher Dichte.
Das Ensemble umfasst den Teil der Straße vom Theodor-Heuss-Platz bis zur Eisenbahnüberführung (Bismarckbrücke); das Hauptgebäude der Kaserne als Blickziel der Achse liegt außerhalb des Ensembles.
Aktennummer: E-7-61-000-4

### Ensemble Frohsinn- und Völkstraße

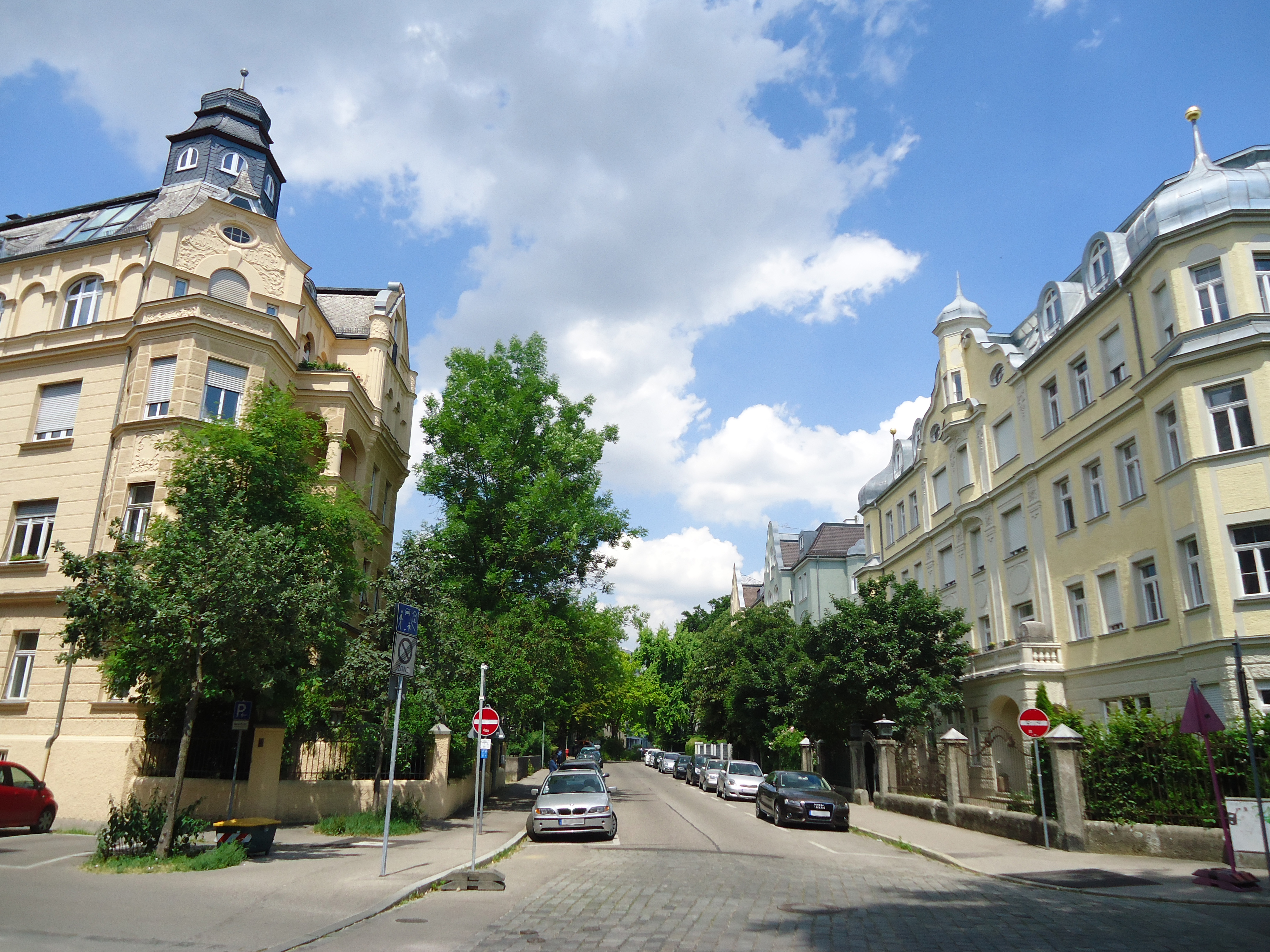
Ensemble Bismarckstraße

Das Ensemble umfasst wesentliche Teile des in der Senke westlich vor dem Schießgraben seit etwa 1880 bis in die 1920er Jahre angelegten vornehmen Wohnviertels. Die offene Bebauung durch zwei- bis viergeschossige Wohnbauten verdichtet sich eindrucksvoll an der Kreuzung Frohsinn- und Völkstraße.
Die Fassaden wie auch die Einfriedungen der Vorgärten weisen Gestaltungen in Formen der Neurenaissance, des Neubarocks und des Jugendstils auf. Die durch die leichte Biegung der Straßenzüge und die Gärten noch gesteigerten malerischen Einblicke entsprechen den städtebaulichen Absichten der Zeit.
Aktennummer: E-7-61-000-6

### Ensemble Fuggerstraße/Volkhartstraße/Schaezlerstraße

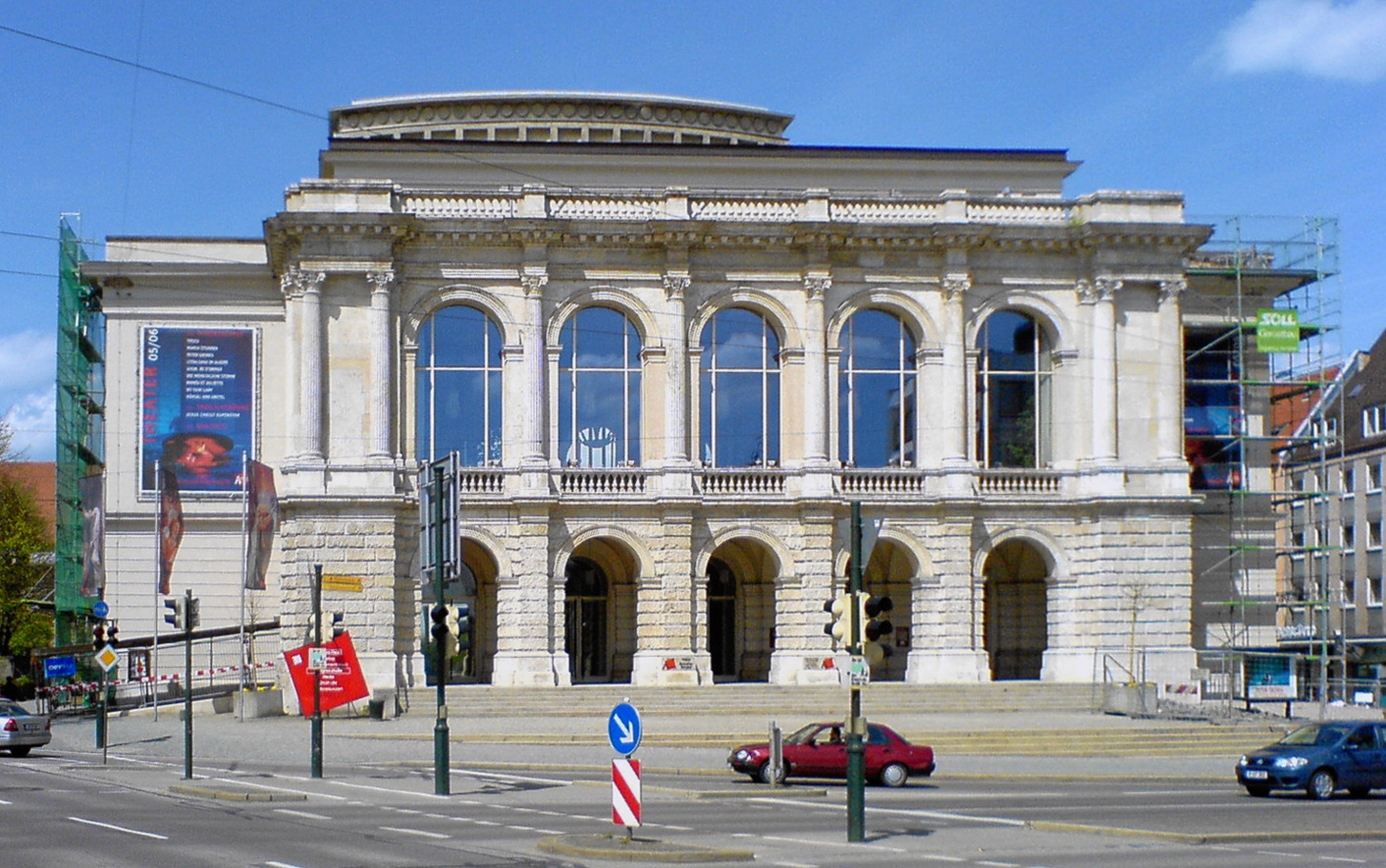
Ensemble Fuggerstraße/Volkhartstraße/Schaezlerstraße

Der entlang dem nordwestlichen Altstadtrand auf dem Gelände der ehemaligen Stadtbefestigung angelegte und in großzügiger Breite ausgebaute Straßenzug von Fuggerstraße und Volkhartstraße bildet zusammen mit der ostseitigen Bebauung der westlich anliegenden Schaezlerstraße ein Ensemble, das trotz schwerer Einbußen und Störungen an der Gebäudesubstanz noch den ursprünglichen Charakter vornehmer Wohnstraßen dokumentiert. Das Ensemble bezeichnet den in zwei rasch aufeinanderfolgenden Etappen entstandenen Teil der nach Niederlegung der Befestigung (1860 ff.) erstrebten Ringstraßenanlage, die die gesamte Altstadt umspannen sollte, deren Verwirklichung jedoch auf den genannten Bereich beschränkt blieb.
Dass der Ausbau an der westlichen Flanke der Altstadt begann, war nicht zuletzt durch die Situierung des 1844 eröffneten neuen Bahnhofes bestimmt; erst in einer zweiten Stadterweiterungsphase wurde das Gebiet zwischen dem Bahnhof im Westen und dem der westlichen Altstadtflanke vorgelagerten Ringstraßenabschnitt für den Verkehr erschlossen und städtebaulich ausgefüllt.
Als erster Abschnitt der von Stadtbaurat Ludwig Leybold als Ringstraße konzipierten Neugestaltung des nordwestlichen Altstadtrandes entstand die vom Platz des ehemaligen Gögginger Tores (Königsplatz) ausgehende, die Achse der Konrad-Adenauer-Allee nach Norden fortsetzende Fuggerstraße zugleich mit der ostseitigen Bebauung der Schaezlerstraße. Die im offenen Bausystem angeordneten drei bis viergeschossigen Baukörper sind nur teilweise, vor allem im Südteil erhalten geblieben, lassen das ursprüngliche stilistische und städtebauliche Konzept jedoch noch erkennen. Letzteres zielte nicht nur auf die Errichtung repräsentativer Mietshäuser mit Wohnungen großbürgerlichen Zuschnitts, sondern auch auf die Akzentuierung der Straßenabschlüsse an den einmündenden Querstraßen durch öffentliche Gebäude.
Als erster dieser Monumentalbauten entstand 1872 ff. das von Theodor Reuter entworfene Justizgebäude, das in hufeisenförmiger Anordnung die Bebauung der Fuggerstraße (Westseite) und der Schaezlerstraße (Ostseite) zusammenfasst und in der zarten Gliederung seiner Fassaden die spätklassizistischen Formen der Wohnhäuser fortführt. Das Justizgebäude wendet seine Eingangsfront nach Norden der Querachse Am Alten Einlass zu, die gleichzeitig durch die gegenüberliegende St. Anna-Schule platzartig gefasst wird.
Einen als point de vue weithin wirksamen Abschluss erhält der Straßenraum der Fuggerstraße durch das Stadttheater, das in städtebaulicher Gelenkfunktion zu der leicht nach Nordwesten abknickenden Volkhartstraße überleitet und das wie die nachfolgenden Bauten im Westen der Volkhartstraße im Stil der italienischen Renaissance ausgebildet ist.
Mit der Volkhartstraße als dem zweiten Abschnitt erfuhr das Ringstraßenkonzept nach Erbauung des Theaters (1876/77) eine deutliche Modifikation. Die an das mit seinen Schmalseiten der Volkhart- und Schaezlerstraße zugehörige Schulhaus anschließenden Mietshäuser sind, an die Architektur der Wiener Ringstraße erinnernd, zu mehrteiligen, symmetrischen Komplexen zusammengezogen, deren rückwärtige Flügel der Schaezlerstraße zugeordnet sind und die auch für die in Querrichtung ausgehende Frölichstraße raumbildend wirksam sind. Während die zumeist auf Ludwig Leybold zurückgehenden Bauten an der Westseite der Volkhartstraße beziehungsweise im Nordosten der Schaezlerstraße in Neurenaissanceformen ausgebildet sind, dominieren im Osten originelle, von Karl Albert Gollwitzer im Stil eines maurisch-orientalisch beeinflussten Historismus entworfene Mietshäuser.
Aktennummer: E-7-61-000-7

### Ensemble Lessingstraße

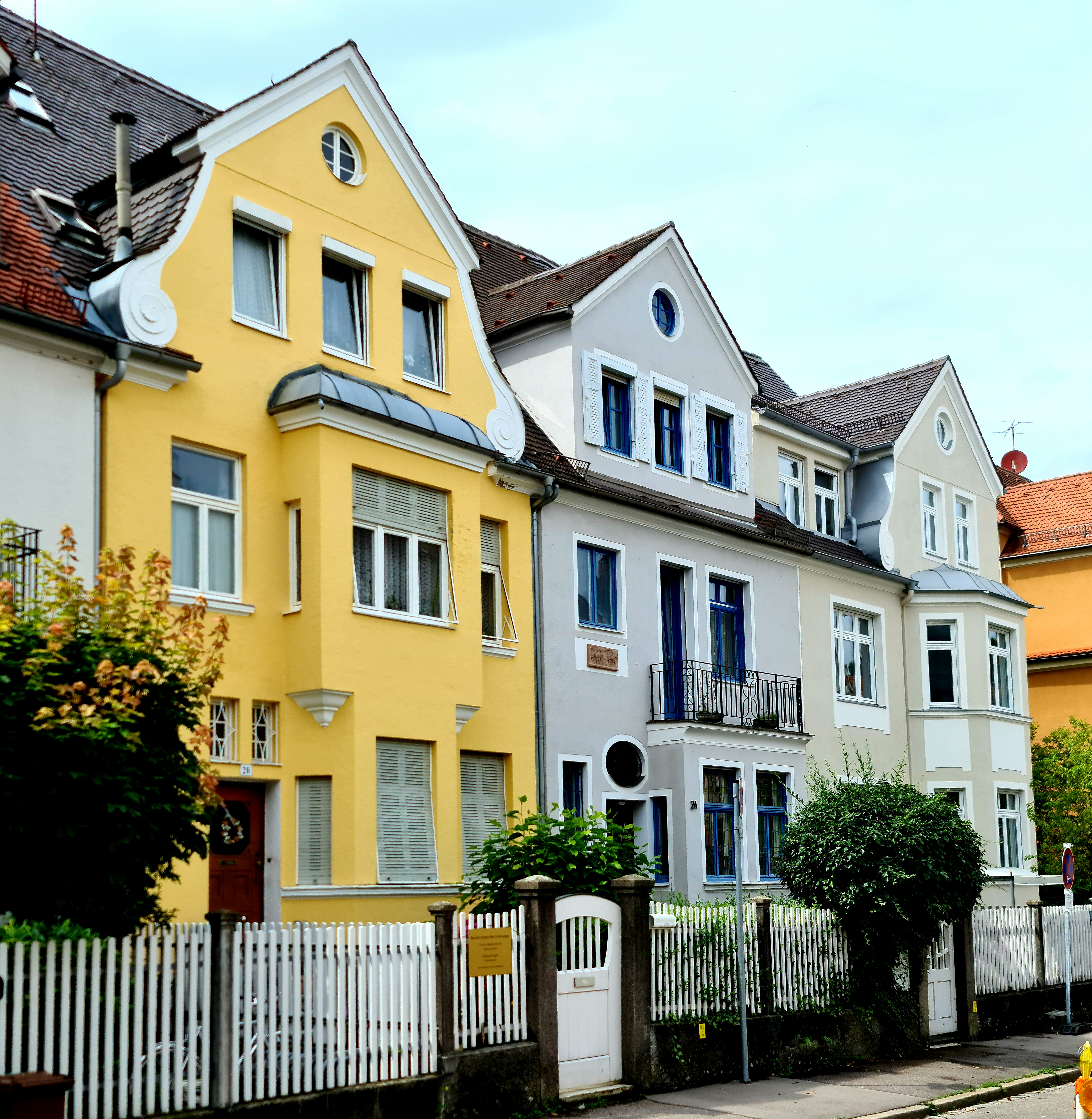
Ensemble Lessingstraße (Hausnummern 22 bis 26)

Südlich vor dem Eserwall von Adam Keller gebaute Einfamilien-Reihenhaus-Anlage, nach dem Vorbild der englischen Gartenstadt-Bewegung zu Anfang des 20. Jahrhunderts errichtet. Die zu dekorativ gegliederten Gruppen zusammengefassten zweigeschossigen Gebäudeeinheiten werden an den Straßenecken durch höhere Bauten gerahmt.
Aktennummer: E-7-61-000-9

### Ensemble Mozartstraße

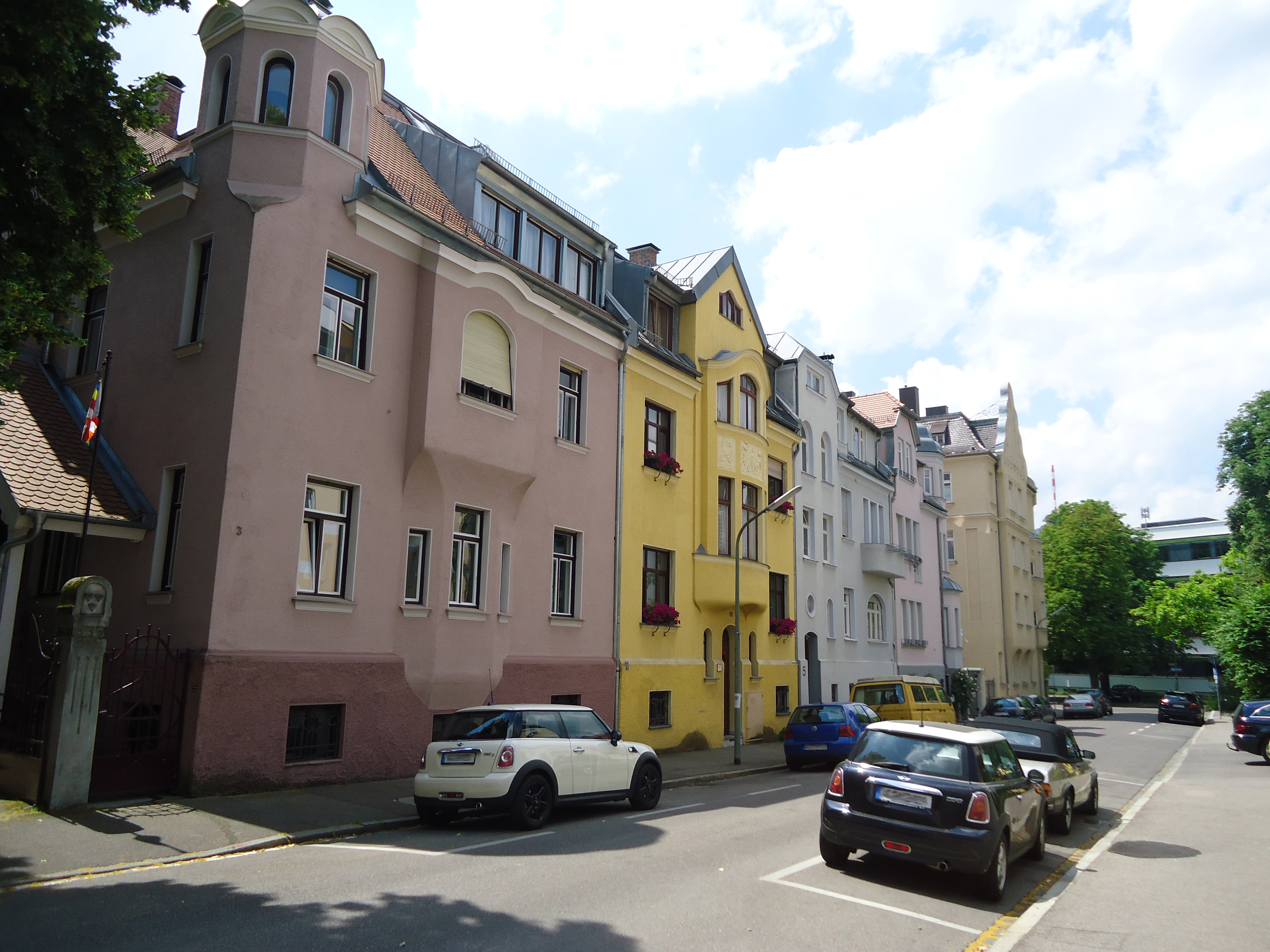
Ensemble Mozartstraße

Auf dem von der Schießgrabenstraße abfallenden Gelände zwischen viergeschossigen Wohnbauten um 1905 angelegte niedrige Reihenhausgruppe des Jugendstils, mit vielfältiger Fassadenmodellierung und reich gegliederter Dachzone.
Aktennummer: E-7-61-000-11

### Ensemble Schießgrabenstraße

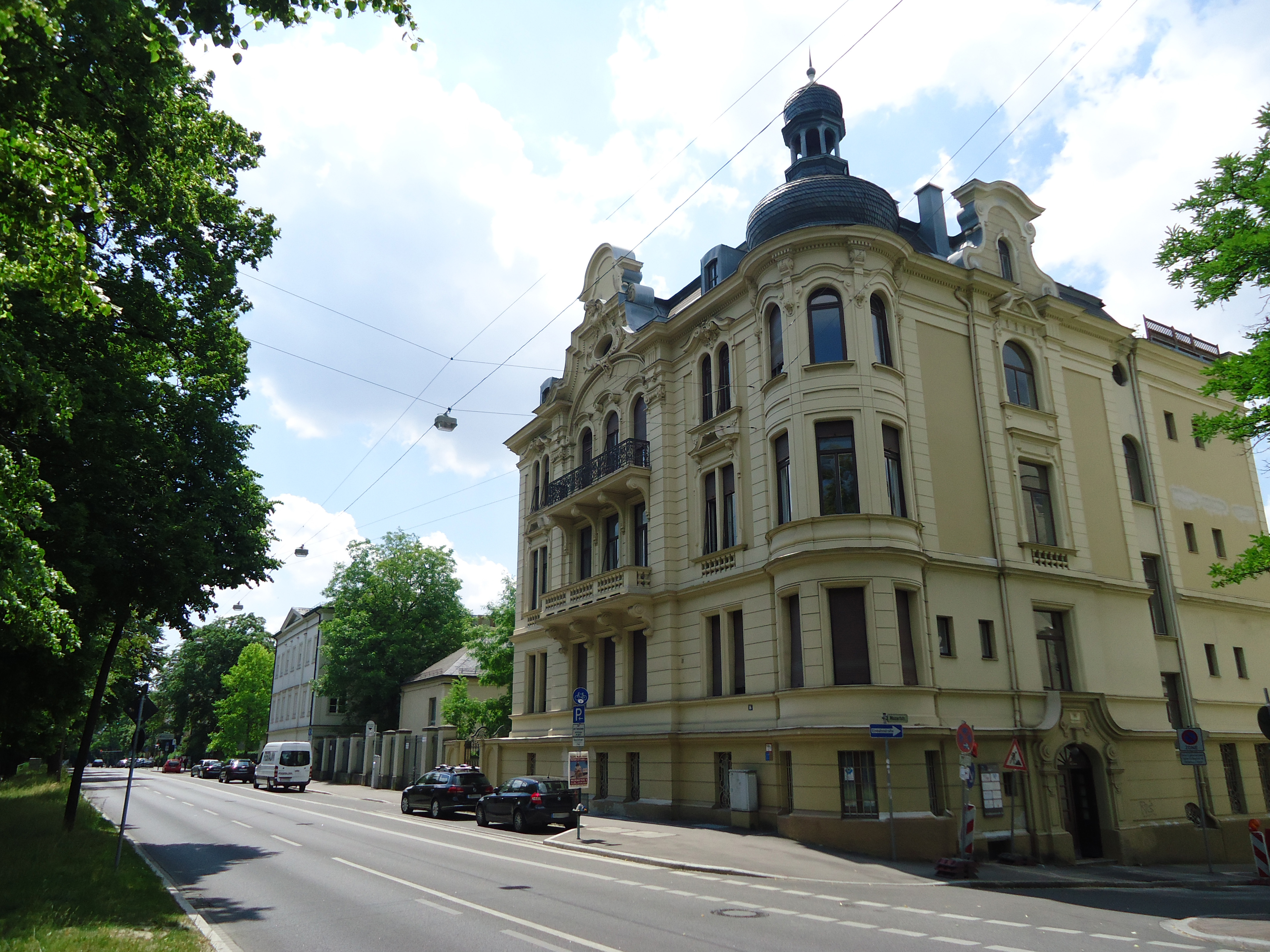
Ensemble Schießgrabenstraße

Die westlich gegenüber der Konrad-Adenauer-Allee, jedoch höher als diese gelegene Schießgrabenstraße entstand außerhalb der reichsstädtischen Befestigungsanlagen anstelle einer die Altstadt umlaufenden baumbestandenen Allee. Sie wurde seit den 60er Jahren des 19. Jahrhunderts einseitig im offenen Bausystem mit öffentlichen Gesellschafts- und mehrgeschossigen privaten Wohnhäusern bebaut, die die für den späten Historismus charakteristischen Stilstufen von Neurenaissance, Neugotik und Neubarock variieren.
Mit dem in die Baulinie integrierten ehemaligen von Hößlinschen Anwesen (Schießgrabenstraße 20) ist noch eine letzte Erinnerung an die vor den Toren der Altstadt liegenden patrizischen Gartengüter des 17. und 18. Jahrhunderts anschaulich geblieben, ebenso wie die von Alleen begleitete Promenade, die auf einer Geländeerhebung parallel zur Schießgrabenstraße verläuft, noch die ehemalige Wall- und Grabensituation der Stadtbefestigung dokumentiert.
Aktennummer: E-7-61-000-16

## Einzelbauwerke
| Lage                                                                        | Objekt                                                                                         | Beschreibung | Akten-Nr.                | Bild                                                                                           |
| --------------------------------------------------------------------------- | ---------------------------------------------------------------------------------------------- | --- | ------------------------ | ---------------------------------------------------------------------------------------------- |
| Am Alten Einlaß 1 (Standort)                                                | Justizpalast                                                                                   | Dreigeschossige Dreiflügelanlage mit Walmdach, Eckrisaliten und Mittelrisalit nach Norden, Spätklassizismus, von Theodor Reuter, 1872–1875, Erweiterung nach Süden 1922/23, 1944 teilweise zerstört, Wiederaufbau 1948–1951, vergleiche Ensemble Fuggerstraße/Volkhartstraße/Schaezlerstraße | D-7-61-000-27 Wikidata   | weitere Bilder                                                                                 |
| Bahnhofstraße 4 (Standort)                                                  | Wohn- und Geschäftshaus, sogenanntes Möhnlehaus                                                | Viergeschossiger, städtebaulich wirkungsvoller Eckbau mit Erkern, Zwerchgiebel, gelber Klinker und verputzte Gliederungen, Fassade in Formen der Neurenaissance, um 1890 | D-7-61-000-117 Wikidata  | weitere Bilder                                                                                 |
| Bahnhofstraße 6 (Standort)                                                  | Wohn- und Geschäftshaus                                                                        | Viergeschossiger Traufseitbau mit Flacherker, Zwerchgiebel und roter Klinker mit farbigen Zierkacheln, Neurenaissance, um 1890 | D-7-61-000-118 Wikidata  | weitere Bilder                                                                                 |
| Bahnhofstraße 10 (Standort)                                                 | Wohn- und Geschäftshaus                                                                        | Viergeschossiger Traufseitbau mit getrepptem Zwerchgiebel, Flacherker mit Holzbedachung und roter Klinker mit gelb verputzter Gliederung, Neurenaissance, um 1890 Ehemaliges Photographen-Atelier Siemssen, dreigeschossiges Rückgebäude mit Schrägdach und Jugendstilfassade mit floralem Stuckdekor, um 1900/05 | D-7-61-000-119 Wikidata  | Wohn- und Geschäftshaus                                                                        |
| Bahnhofstraße 11 (Standort)                                                 | Ehemalige Bayerische Staatsbank, jetzt Hypovereinsbank                                         | Monumentaler dreigeschossiger Eckbau mit Risaliten und Hausteinfassade mit reichem plastischem Schmuck, Neubarock, von Albert Schmidt, 1899, Erweiterung nach Osten um 1920 | D-7-61-000-120 Wikidata  | weitere Bilder                                                                                 |
| Bahnhofstraße 12 (Standort)                                                 | Wohn- und Geschäftshaus                                                                        | Viergeschossiger Traufseitbau mit Erker, Dachgiebel und roter Klinker mit verputzter Gliederung, Neurenaissance, um 1890 | D-7-61-000-121 Wikidata  | Wohn- und Geschäftshaus                                                                        |
| Bahnhofstraße 12 1/2 (Standort)                                             | Wohn- und Geschäftshaus                                                                        | Viergeschossiger Traufseitbau mit Flacherker, geschweiftem Zwerchgiebel, Stuckreliefs und Klinkerdekoration, Neurenaissance, bezeichnet „1893“ | D-7-61-000-122 Wikidata  | Wohn- und Geschäftshaus                                                                        |
| Bahnhofstraße 14 (Standort)                                                 | Wohn- und Geschäftshaus                                                                        | Viergeschossiger Traufseitbau mit Erker, Zwerchgiebel, Stuckornament und Klinkerdekoration, Neubarock, um 1890 | D-7-61-000-123 Wikidata  | Wohn- und Geschäftshaus                                                                        |
| Bahnhofstraße 18 (Standort)                                                 | Wohn- und Geschäftshaus                                                                        | Viergeschossiger Traufseitbau mit Attikageschoss, Erker und Zwerchgiebel, Neubarock, um 1890 | D-7-61-000-124 Wikidata  | Wohn- und Geschäftshaus                                                                        |
| Bahnhofstraße 21 (Standort)                                                 | Wohn- und Geschäftshaus                                                                        | Dreigeschossiger Eckbau mit Zwerchgiebel, überkuppeltem Eckerker und reicher Putzgliederung, Neurenaissance, von Ludwig Leybold, 1882, Veränderung der Eingangssituation 1989 | D-7-61-000-125 Wikidata  | weitere Bilder                                                                                 |
| Bahnhofstraße 24 (Standort)                                                 | Wohn- und Geschäftshaus                                                                        | Viergeschossiger verputzter Traufseitbau mit Satteldach, spätbiedermeierlich, um 1860 | D-7-61-000-126 Wikidata  | Wohn- und Geschäftshaus                                                                        |
| Baumgartnerstraße 9 (Standort)                                              | Straßenbahnbetriebshof                                                                         | Im Kern ehemaliger Kopfbahnhof der München-Augsburger Eisenbahn, Halle mit basilikalem Querschnitt und hölzerner Tragwerkkonstruktion, von Johann Georg Gollwitzer, 1839, später erweitert Wohn- und Betriebsbau, sechsgeschossiger turmartiger Zeltdachbau mit Gesimsgliederung und geböschtem Sockel aus Klinker, um 1920 | D-7-61-000-141 Wikidata  | weitere Bilder                                                                                 |
| Beethovenstraße 1 (Standort)                                                | Mietshaus                                                                                      | Fünfgeschossiger Satteldachbau mit geschweiftem Blendgiebel, Flacherker und polygonalem Eckerker, Fassade verputzt mit Dekoration aus Kieselsteinflächen und Klinkermuster, von Walter Krauß und Hermann Dürr, vor 1910 | D-7-61-000-143 Wikidata  | Mietshaus                                                                                      |
| Beethovenstraße 6 (Standort)                                                | Mietshaus                                                                                      | Viergeschossiger Satteldachbau mit Zwerchgiebel, polygonalem Flacherker und reicher floraler Stuckdekoration, um 1910 | D-7-61-000-145 Wikidata  | Mietshaus                                                                                      |
| Beethovenstraße 8 (Standort)                                                | Mietshaus                                                                                      | Viergeschossiger Eckbau mit Satteldach, Flacherkern und geschweiftem Quergiebel, geometrisierender Putzdekor, vor 1910 | D-7-61-000-146 Wikidata  | Mietshaus                                                                                      |
| Bismarckstraße 6 (Standort)                                                 | Mietshaus                                                                                      | Dreigeschossiger Eckbau mit übergiebeltem Risalit, polygonalem, turmartigem Eckerker und Zwerchgiebeln, neubarocke Stuckgliederung, um 1900 | D-7-61-000-174 Wikidata  | Mietshaus                                                                                      |
| Bismarckstraße 10 (Standort)                                                | Mietshaus                                                                                      | Viergeschossiger Traufseitbau mit übergiebeltem Mittelrisalit und Erker, Ziegelbau mit verputztem Mittelteil und barockisierendem Dekor, um 1900 | D-7-61-000-175 Wikidata  | Mietshaus                                                                                      |
| Bismarckstraße 13 (Standort)                                                | Mietshaus                                                                                      | Viergeschossiger, auf die Ecklage bezogener Satteldachbau mit Flacherkern und Schweifgiebeln, in Formen des Heimatstils, um 1905 | D-7-61-000-176 Wikidata  | Mietshaus                                                                                      |
| Bismarckstraße 14 (Standort)                                                | Mietshaus                                                                                      | Viergeschossiger Bau mit übergiebeltem Mittelrisalit und Fassadengliederung in neubarocken Formen, um 1900 | D-7-61-000-177 Wikidata  | Mietshaus                                                                                      |
| Bismarckstraße 14 1/2 (Standort)                                            | Mietshaus                                                                                      | Viergeschossiger Eckbau mit Flacherkern und Volutengiebeln, Fassadengestaltung in neubarocken Formen, um 1900 | D-7-61-000-178 Wikidata  | Mietshaus                                                                                      |
| Burgkmairstraße 2 (Standort)                                                | Mietshaus                                                                                      | Viergeschossiger asymmetrischer Traufseitbau mit Satteldach, Mittelrisalit und Eckerker, strenger Jugendstil, um 1910 Vorgarteneinzäunung, gleichzeitig | D-7-61-000-1153 Wikidata | Mietshaus                                                                                      |
| Burgkmairstraße 12 (Standort)                                               | Ehemaliges königliches Land- und Straßenbauamt, jetzt Staatliches Bauamt Augsburg              | Viergeschossiger Bau mit Mansardwalmdach, Flacherker und geschweiftem Zwerchgiebel, Neubarock, wohl von Walter Krauß und Hermann Dürr, 1904/05 Einfriedung, Pfeiler mit jugendstilartigem Gitter, gleichzeitig | D-7-61-000-206 Wikidata  | weitere Bilder                                                                                 |
| Burgkmairstraße 14 (Standort)                                               | Reihenhaus (ehemaliges Wohnhaus von Thomas Wechs)                                              | Zwei- beziehungsweise dreigeschossiger kubischer Bau mit Flachdach, in modern-sachlichen Formen, von Thomas Wechs, um 1930 | D-7-61-000-207 Wikidata  | Reihenhaus (ehemaliges Wohnhaus von Thomas Wechs)                                              |
| Burgkmairstraße 18, Burgkmairstraße 20 (Standort)                           | Reihenhausgruppe                                                                               | Zwei dreigeschossige Satteldachbauten mit schlichter Putzgliederung, von Walter Krauß und Hermann Dürr, vor 1905, siehe auch Frölichstraße 5 | D-7-61-000-208 Wikidata  | Reihenhausgruppe                                                                               |
| Friedberger Straße 2 (Standort)                                             | Ehemalige Schülesche Kattunfabrik, dann Textilwerke Nagler und Sohn, jetzt Hochschule Augsburg | Dreigeschossiger Kopfbau einer ehemals hufeisenförmigen Dreiflügelanlage mit Flachdach, Kolossalpilastern und repräsentativer, dem Schlossbau angenäherter Rokokofassade, von Leonhard Christian Mayr, 1770/72 | D-7-61-000-261           | Ehemalige Schülesche Kattunfabrik, dann Textilwerke Nagler und Sohn, jetzt Hochschule Augsburg |
| Frohsinnstraße 3 (Standort)                                                 | Einfamilienhaus                                                                                | Zweigeschossiger Bau mit Mansardwalmdach, polygonalem Eckerker mit doppelter Zwiebelhaube und Mittelrisalit, zum Teil farbige Glasfenster, Neubarock, von Albert Jack und Max Wanner, bezeichnet „1901“ Einfriedung mit Jugendstilgitter, wohl gleichzeitig | D-7-61-000-271 Wikidata  | weitere Bilder                                                                                 |
| Frohsinnstraße 11, Völkstraße 28, Völkstraße 30 (Standort)                  | Mietshaus in drei Einheiten                                                                    | Viergeschossiger Walmdachbau, reduziert-historisierend mit Giebeln, die das Motiv der Querhausgiebel von St. Ulrich und Afra variieren, um 1910, zugehörig Frohsinnstraße 11 | D-7-61-000-1047 Wikidata | Mietshaus in drei Einheiten                                                                    |
| Frohsinnstraße 20 (Standort)                                                | Mietshaus                                                                                      | Viergeschossiger Mansarddachbau mit straßenseitigem Erker und Eingangsrisalit, in der Formensprache des barockisierenden Jugendstils, um 1904 | D-7-61-000-1432 Wikidata | weitere Bilder                                                                                 |
| Frohsinnstraße 21 (Standort)                                                | Mietshaus                                                                                      | Dreigeschossiger Eckbau mit Mansarddach und polygonalem Eckerker mit Zwiebelhaube, in reduziertem Neubarock, bezeichnet „1906“, 1958 vereinfacht, vergleiche Gratzmüllerstraße 1 | D-7-61-000-273 Wikidata  | weitere Bilder                                                                                 |
| Frölichstraße 5 (Standort)                                                  | Wohnhaus                                                                                       | Eckbau einer Reihenhausgruppe, zweigeschossiges asymmetrisches Eckhaus mit Mansarddach mit Schopf, von Fritz Landauer, um 1911, siehe auch Burgkmairstraße 18/20 | D-7-61-000-266 Wikidata  | weitere Bilder                                                                                 |
| Frölichstraße 17 (Standort)                                                 | Mutterhaus der Evangelischen Diakonissenanstalt                                                | Dreigeschossiger Backsteinbau mit nördlichem Querflügel und westlicher Kapelle, Satteldachbau mit Ziergiebeln, Dachreiter und Risaliten, in neugotischen Formen, von Jean Keller, 1891/93, mit Ausstattung Umfriedung des Parks, Mauerzüge und Pfeiler aus Backstein und Eisenzaun, 1901 | D-7-61-000-269 Wikidata  | weitere Bilder                                                                                 |
| Fuggerstraße 5, Fuggerstraße 7 (Standort)                                   | Ehemaliges Hotel zur Post                                                                      | Viergeschossig mit Eckrisaliten, spätklassizistisch, um 1860/70 | D-7-61-000-286 Wikidata  | Ehemaliges Hotel zur Post                                                                      |
| Fuggerstraße 9 (Standort)                                                   | Wohnhaus                                                                                       | Dreigeschossiger Traufseitbau mit flachem Satteldach und spätklassizistischer Gliederung, um 1860/70 | D-7-61-000-288 Wikidata  | Wohnhaus                                                                                       |
| Gratzmüllerstraße 1 (Standort)                                              | Wohnhaus                                                                                       | Dreigeschossiger Eckbau mit turmartig ausgebildetem Eckerker und floralem Jugendstil-Dekor, bezeichnet „1901“, vergleiche Ensemble Frohsinn-/Völkstraße | D-7-61-000-342 Wikidata  | Wohnhaus                                                                                       |
| Gutenbergstraße 3 (Standort)                                                | Villa                                                                                          | Dreigeschossiger asymmetrischer Walmdachbau mit Mittelrisalit, polygonalem Eckerker und geschweiften Giebeln, von Walter Krauß und Hermann Dürr, 1908/10 Einfriedung, gleichzeitig | D-7-61-000-344 Wikidata  | Villa                                                                                          |
| Halderstraße 6, Halderstraße 6 a, Halderstraße 8 (Standort)                 | Synagoge                                                                                       | Überkuppelter Zentralbau mit Vorhof zwischen zwei flankierenden dreigeschossigen Gemeindebauten mit Walmdach und dreijochigem Portikus, in reduziert-historisierenden Formen, nach Entwurf von Heinrich Lömpel und Fritz Landauer, 1914–1917 | D-7-61-000-348 Wikidata  | weitere Bilder                                                                                 |
| Halderstraße 12 (Standort)                                                  | Ehemaliges Wohnhaus                                                                            | Zweigeschossiger Eckbau mit Mezzaningeschoss in der Attika, Zeltdach und polygonalem Eckerker, in spätklassizistischen und Neurenaissanceformen, um 1890 | D-7-61-000-349 Wikidata  | Ehemaliges Wohnhaus                                                                            |
| Haunstetter Straße 23 (Standort)                                            | Herrschaftliches Etagenwohnhaus                                                                | viergeschossiger Walmdachbau mit bandrustiziertem Erdgeschoss, und reicher späthistoristischer Architekturgliederung mit Gesimsen und Monumentalpilastern sowie Flacherkern in den mittleren Geschossen, aufgeglaster Wintergarten im dritten Obergeschoss, um 1895 | D-7-61-000-1951          | BW                                                                                             |
| Hermanstraße 5 1/2 (Standort)                                               | Mietshaus                                                                                      | Viergeschossiger Bau mit asymmetrisch gegliederte Fassade mit Erkern und Balkons, Putzdekor und zum Teil farbige Verglasung, um 1907 | D-7-61-000-389 Wikidata  | Mietshaus                                                                                      |
| Hermanstraße 6 (Standort)                                                   | Wohn- und Geschäftshaus                                                                        | Viergeschossiger Traufseitbau mit geschwungenem Zwerchgiebel, Neurokoko, von Martin Dülfer, vor 1882 | D-7-61-000-390 Wikidata  | Wohn- und Geschäftshaus                                                                        |
| Hermanstraße 7 (Standort)                                                   | Mietshaus                                                                                      | Viergeschossiger Eckbau mit Satteldach, um 1910 | D-7-61-000-1365 Wikidata | Mietshaus                                                                                      |
| Hermanstraße 8 (Standort)                                                   | Wohn- und Geschäftshaus                                                                        | Viergeschossiger Traufseitbau mit Erker und geschweiftem Zwerchgiebel, Neurokoko, von Martin Dülfer, vor 1882 | D-7-61-000-392 Wikidata  | Wohn- und Geschäftshaus                                                                        |
| Hermanstraße 24, Hermanstraße 10, Nähe Hermanstraße (Standort)              | Katholische Friedhofskirche St. Michael                                                        | Längsovaler Zentralbau mit nördlichem und südlichem Annexbau und Turm mit oktogonalen Obergeschossen und Zwiebelkuppel, wohl nach Plänen von Elias Holl, 1603/05, Erweiterung im 17. Jahrhundert, 1703 beschädigt, 1712 Weihe nach Wiederaufbau, um 1772 verändert, mit Ausstattung Friedhof mit Grabdenkmälern des 18.–20. Jahrhunderts Einfriedung, Umfassungsmauer mit Giebeln und giebelbekröntem Portal, klassizistisch, nach 1862 | D-7-61-000-394 Wikidata  | weitere Bilder                                                                                 |
| Hermanstraße 33 (Standort)                                                  | Mietshaus                                                                                      | Dreigeschossiger, vielgestaltiger, durch Eckerker und Volutengiebel asymmetrisch gegliederter Baukörper, Stuckreliefs mit Renaissancemotiven, bezeichnet „1899“ | D-7-61-000-396 Wikidata  | Mietshaus                                                                                      |
| Hermanstraße 33 a (Standort)                                                | Wohnhaus                                                                                       | Langgestreckter dreigeschossiger Bau mit zwei turmartigen Risaliten, dazwischen über zwei Eingängen Balkon, an der westlichen Schmalseite reich dekorierter Flacherker, spätklassizistisch, Mitte 19. Jahrhundert | D-7-61-000-397 Wikidata  | Wohnhaus                                                                                       |
| Hochfeldstraße 2 (Standort)                                                 | Mietshaus                                                                                      | Viergeschossiger Eckbau mit flachem Walmdach, polygonalem, vom Boden aufgehendem Erker und Loggia, reiche Fassadengliederung und ornamentaler Dekor, Neurenaissance, 1890 | D-7-61-000-419 Wikidata  | Mietshaus                                                                                      |
| Hochfeldstraße 8 (Standort)                                                 | Mietshaus                                                                                      | Dreigeschossig mit Mansardwalmdach, Erker und Zwerchgiebel, reiche Fassadengliederung und ornamentaler Dekor, um 1900 | D-7-61-000-1453 Wikidata | Mietshaus                                                                                      |
| Hochfeldstraße 33 (Standort)                                                | Villa                                                                                          | Zweigeschossiger, asymmetrisch gegliederter Eckbau mit Quergiebeln und polygonalem Eckerker, floraler Putzdekor in Formen des Jugendstils, um 1900 Garteneinzäunung, gleichzeitig | D-7-61-000-420 Wikidata  | weitere Bilder                                                                                 |
| Holbeinstraße 3, Schaezlerstraße 10 (Standort)                              | Mietshaus                                                                                      | Viergeschossiger Eckbau mit Mansardwalmdach, übergiebelten Risaliten und dreigeschossigem Eckerker, spätklassizistisch, um 1880, vergleiche Ensemble Fuggerstraße/Volkhartstraße/Schaezlerstraße | D-7-61-000-433 Wikidata  | Mietshaus                                                                                      |
| Holbeinstraße 4 (Standort)                                                  | Mietshaus                                                                                      | Dreigeschossiger Eckbau mit halbrundem Eckerker, Risaliten und Fassade in strengen spätklassizistischen Formen, von Karl-Albert Gollwitzer, um 1870/71, vergleiche Ensemble Fuggerstraße/Volkhartstraße/Schaezlerstraße | D-7-61-000-434 Wikidata  | Mietshaus                                                                                      |
| Holbeinstraße 9 (Standort)                                                  | Ehemaliges Wohnhaus des Oberpostdirektors                                                      | Zweigeschossige Villa mit Walmdach, von Julius Schweighart, um 1925 Zwei Torbögen, westlich und östlich anschließend, gleichzeitig | D-7-61-000-1174 Wikidata | Ehemaliges Wohnhaus des Oberpostdirektors                                                      |
| Holbeinstraße 10 (Standort)                                                 | Ehemalige Versicherungsanstalt für Schwaben und Neuburg, jetzt Staatliches Bauamt              | Dreigeschossiger Walmdachbau mit Mittel- und Eckrisaliten, Neubarockbau im Stil italienischer Paläste, von Jean Keller, 1910 Torbogen, westlich anschließend, gleichzeitig | D-7-61-000-435 Wikidata  | Ehemalige Versicherungsanstalt für Schwaben und Neuburg, jetzt Staatliches Bauamt              |
| Holbeinstraße 12 (Standort)                                                 | Ehemaliger Wohnbau der Versicherungsanstalt für Schwaben und Neuburg, jetzt Sozialgericht      | Ursprünglich viergeschossiger Eckbau mit polygonalem Eckerker und Fassade in barockisierenden Formen, Eisenbetonkonstruktion, nachträglich um ein Geschoss erhöht, von Jean Keller, 1908 Torbogen, östlich anschließend, gleichzeitig | D-7-61-000-436 Wikidata  | Ehemaliger Wohnbau der Versicherungsanstalt für Schwaben und Neuburg, jetzt Sozialgericht      |
| Königsplatz (in der Parkanlage) (Standort)                                  | Brunnenbecken                                                                                  | Betonguss, von Thormann, um 1880 | D-7-61-000-573 Wikidata  | weitere Bilder                                                                                 |
| Nähe Schießgrabenstraße (Standort)                                          | Kesterbrunnen                                                                                  | Wasserbecken mit Jugendstilpfeiler und Bronzefigur, von August Pausenberger, 1908 | D-7-61-000-879 Wikidata  | weitere Bilder                                                                                 |
| Nähe Theodor-Heuss-Platz (in der Grünanlage, Ecke Stettenstraße) (Standort) | Brunnen                                                                                        | Gusseisensäule mit laternenartigem Aufsatz, um 1900 | D-7-61-000-1150 Wikidata | Brunnen                                                                                        |
| Neidhartstraße 22 (Standort)                                                | Mietshaus                                                                                      | Dreigeschossiger Bau mit Attikageschoss und übergiebelten Eckrisaliten, in neubarocken Formen, um 1900, vergleiche Ensemble Bismarckstraße | D-7-61-000-734 Wikidata  | Mietshaus                                                                                      |
| Neidhartstraße 23 (Standort)                                                | Mietshaus                                                                                      | Viergeschossiger Traufseitbau mit Flacherker und geschweiftem Zwerchhaus, in Formen des süddeutschen Barock, um 1900, vergleiche Ensemble Bismarckstraße | D-7-61-000-735 Wikidata  | Mietshaus                                                                                      |
| Neidhartstraße 24 (Standort)                                                | Mietshaus,                                                                                     | Viergeschossiges Eckhaus mit Mansarddach und Flacherker mit polygonalem Turmgeschoss über dem Eingang, neubarocke Gliederungen, um 1900, vergleiche Ensemble Bismarckstraße | D-7-61-000-736 Wikidata  | Mietshaus,                                                                                     |
| Neidhartstraße 27 (Standort)                                                | Mietshaus                                                                                      | Viergeschossiger, asymmetrisch gegliederter Klinkerbau mit Mansarddach, hoch ansetzendem polygonalen Eckerker und Volutengiebel, um 1900 | D-7-61-000-738 Wikidata  | Mietshaus                                                                                      |
| Prinzregentenplatz (Standort)                                               | Prinzregentenbrunnen mit Denkmal des Prinzregenten Luitpold von Bayern                         | Oktogonales Becken aus Muschelkalk mit Pfeiler und Bronzestatue, von Franz Bernauer, 1901 | D-7-61-000-812 Wikidata  | weitere Bilder                                                                                 |
| Prinzregentenplatz 2, Prinzregentenplatz 3 (Standort)                       | Finanz- und Hauptzollamt                                                                       | Zwei durch niedrigeren Quertrakt verbundene parallele Hochhausscheiben zu sechs beziehungsweise neun Geschossen mit Rasterfassaden und Flachdach, 1953–1954 von der Finanzdirektion München durch Luitpold Sittmann und Hans Gunselmann errichtet, malerische Ausgestaltung von Hans Härtel | D-7-61-000-1226 Wikidata | Finanz- und Hauptzollamt                                                                       |
| Prinzregentenstraße 2 (Standort)                                            | Mietshaus                                                                                      | Ursprünglich dreigeschossiger asymmetrischer, im Oberteil veränderter Bau mit Erkern, farbigen Glasfenstern, schmiedeeisernen Gittern und Ecknische mit Baldachin und Hausmadonna, von Albert Jack und Max Wanner, 1902 Garteneinzäunung mit gemauertem Torbogen, gleichzeitig | D-7-61-000-813 Wikidata  | weitere Bilder                                                                                 |
| Prinzregentenstraße 8 (Standort)                                            | Mietshaus                                                                                      | Viergeschossiger Eckbau mit Erkern, Schweifgiebeln und turmartigem Eckteil, Fassade mit reichem Jugendstildekor, von Walter Krauß, 1901/02 Vorgartenumzäunung, gleichzeitig | D-7-61-000-814 Wikidata  | weitere Bilder                                                                                 |
| Rote-Torwall-Straße 14 (Standort)                                           | Schulgebäude                                                                                   | Dreigeschossiger, winkelförmiger und symmetrisch gegliederter Eckbau mit Mansardgiebeldach, Schweifgiebeln und turmartiger Akzentuierung der Ecke von großer städtebaulicher Wirkung, Neubarock, von Georg Müller, 1900/01 | D-7-61-000-851 Wikidata  | Schulgebäude                                                                                   |
| Schaezlerstraße 8 (Standort)                                                | Wohnhaus                                                                                       | Viergeschossiger Traufseitbau mit flachem Satteldach und strenger spätklassizistischer Gliederung, von Jean Keller, um 1875 | D-7-61-000-870 Wikidata  | Wohnhaus                                                                                       |
| Schaezlerstraße 9 (Standort)                                                | Ehemaliges Gartenguthaus der Familie Schaezler                                                 | Spätbarocker zweigeschossiger Mansarddachbau über hohem befenstertem Sockelgeschoss, Mittelrisalit mit Mezzaningeschoss, von Gottfried Schifter, 1764 | D-7-61-000-871 Wikidata  | Ehemaliges Gartenguthaus der Familie Schaezler                                                 |
| Schaezlerstraße 25 (Standort)                                               | Staats- und Stadtbibliothek                                                                    | Stattlicher neubarocker Bau mit Anklängen an den Orangerietypus des 18. Jahrhunderts, von Fritz Steinhäußer und Martin Dülfer, 1892/93, Erweiterung 1914 | D-7-61-000-872 Wikidata  | weitere Bilder                                                                                 |
| Schaezlerstraße 26 (Standort)                                               | Volksschule St. Anna                                                                           | Palastartiger dreigeschossiger Bau mit flachem Satteldach und Mezzanin, Längstrakt zwischen zwei quergestellten Seitenflügeln, Neurenaissance, von Ludwig Leybold, 1872/73 | D-7-61-000-873 Wikidata  | weitere Bilder                                                                                 |
| Schaezlerstraße 32, Volkhartstraße 7 (Standort)                             | Mietshaus                                                                                      | Dreigeschossige Walmdachbauten mit Mezzanin, Flacherker und Mittelrisalit, zusammen mit Volkhartstraße 7 symmetrisch entlang der Frölichstraße gruppierte Anlage in Formen der italienischen Renaissance, von Architekt Hörmann, um 1880, westlicher Teil modernisiert, vergleiche die spiegelbildlich entsprechende Baugruppe Schaezlerstraße 34/Volkhartstraße 9                                                                      | D-7-61-000-874 Wikidata  | Mietshaus                                                                                      |
| Schießgrabenstraße 4 (Standort)                                             | Mietshaus                                                                                      | Fünfgeschossiges, asymmetrisch mit Flacherkern, Balkons und Giebeln gegliedertes Eckhaus, Fassaden mit locker verteiltem Ornament, geometrischer Jugendstil, von Walter Krauß und Hermann Dürr, um 1910 | D-7-61-000-882 Wikidata  | Mietshaus                                                                                      |
| Schießgrabenstraße 16 (Standort)                                            | Mietshaus                                                                                      | Dreigeschossiger Eckbau mit rundem Bodenerker, Schweifgiebel und reich gegliederter Fassade im Neubarockstil, bezeichnet 1890, vergleiche auch Ensemble Mozartstraße | D-7-61-000-883 Wikidata  | Mietshaus                                                                                      |
| Schießgrabenstraße 20 (Standort)                                            | Ehemaliges von Hößlinsches Gartengut                                                           | Dreigeschossiger Walmdachbau, äußere Erscheinung spätklassizistisch, im Kern 18. Jahrhundert, zweites Obergeschoss und Fassadengestaltung um 1860 | D-7-61-000-884 Wikidata  | Ehemaliges von Hößlinsches Gartengut                                                           |
| Schießgrabenstraße 24 (Standort)                                            | Wohn- und Bürohaus                                                                             | Viergeschossiger Eckbau mit überkuppeltem Auslucht, Zwerchgiebeln und reichem Fassadendekor nach Motiven der Gotik und Renaissance, von Albert Jack und Max Wanner, 1899, vergleiche auch Ensemble Frohsinn-/Völkstraße | D-7-61-000-885 Wikidata  | Wohn- und Bürohaus                                                                             |
| Schießgrabenstraße 26 (Standort)                                            | Mietshaus                                                                                      | Viergeschossiger Mansarddachbau mit Fassadendekor nach gotischen und Renaissance-Motiven, um 1900/02, vergleiche Schießgrabenstraße 24 | D-7-61-000-886 Wikidata  | Mietshaus                                                                                      |
| Schießgrabenstraße 30 (Standort)                                            | Logenhaus Augusta                                                                              | Zweigeschossiger, kubischer Bau mit Fassadengestaltung in Formen der italienischen Renaissance, von Albert Jack und Max Wanner, Ende 19. Jahrhundert | D-7-61-000-887 Wikidata  | Logenhaus Augusta                                                                              |
| Schießgrabenstraße 34 (Standort)                                            | Mietshaus                                                                                      | Dreigeschossiger, städtebaulich wirksam situierter Eckbau mit Flacherker und durch Säulen akzentuierter, abgerundeter Ecke, Neurenaissance, 1890 | D-7-61-000-888 Wikidata  | Mietshaus                                                                                      |
| Singerstraße 12, Singerstraße 12 1/2, Nähe Singerstraße (Standort)          | Doppelmietshaus                                                                                | Viergeschossiger, symmetrisch gegliederter Bau mit übergiebelten Eckrisaliten, in neubarocken Formen, um 1900 Vorgartenumzäunung, gleichzeitig | D-7-61-000-951 Wikidata  | Doppelmietshaus                                                                                |
| Singerstraße 14 (Standort)                                                  | Mietshaus                                                                                      | Viergeschossiger Mansarddachbau mit Mittelrisalit und Zwerchgiebel, neubarock, um 1900 | D-7-61-000-952 Wikidata  | Mietshaus                                                                                      |
| Stettenstraße 6, Stettenstraße 8 (Standort)                                 | Doppel-Mietshaus                                                                               | Zweigeschossiger Walmdachbau mit Risaliten und spätklassizistischer Gliederung mit toskanischem Portikus, von Ludwig Leybold, um 1880 | D-7-61-000-987 Wikidata  | Doppel-Mietshaus                                                                               |
| Stettenstraße 10 (Standort)                                                 | Villa                                                                                          | Zweigeschossiger, asymmetrischer Walmdachbau mit Mittel- und turmartigem Eckrisalit und spätklassizistischer Gliederung, von Ludwig Leybold, um 1880 Einfriedung, wohl gleichzeitig | D-7-61-000-988 Wikidata  | Villa                                                                                          |
| Stettenstraße 12, Nähe Stettenstraße (Standort)                             | Villa                                                                                          | Zweigeschossiger, asymmetrischer Walmdachbau mit turmartigem Mittelrisalit und reicher spätklassizistischer Gliederung, wohl von Ludwig Leybold, um 1880 Gartenumzäunung, wohl gleichzeitig | D-7-61-000-989 Wikidata  | Villa                                                                                          |
| Theodor-Heuss-Platz 8 (Standort)                                            | Teil eines Mietshausblocks, der den ehemaligen Kaiserplatz im Süden begrenzte                  | Viergeschossiger Bau mit turmartiger Eckbetonung und Fassadengliederung in Formen der italienischen Renaissance, von Walter Krauss, 1897, vergleiche Ensemble Bismarckstraße | D-7-61-000-998 Wikidata  | Teil eines Mietshausblocks, der den ehemaligen Kaiserplatz im Süden begrenzte                  |
| Viktoriastraße 1 (Standort)                                                 | Hauptbahnhof                                                                                   | Zweigeschossige Dreiflügelanlage mit Walmdächern, erhöhtem Mittelbau und seitlichen Querflügeln, Spätklassizismus, von Eduard Rübner, 1844–1846, Erweiterung 1852/53, Umbau von Friedrich Bürklein 1869–1871 | D-7-61-000-1043 Wikidata | weitere Bilder                                                                                 |
| Völkstraße 24 (Standort)                                                    | Mietshaus                                                                                      | Viergeschossiger, asymmetrisch gruppierter Eckbau mit turmartigem Aufsatz, Gliederungen und Reliefdekor in barockisierendem Jugendstil, bezeichnet „1901“ | D-7-61-000-1045 Wikidata | Mietshaus                                                                                      |
| Völkstraße 27 (Standort)                                                    | Mietshaus                                                                                      | Viergeschossiger symmetrisch gegliederter Bau mit Eckerkern und geschweiftem Giebel über den mittleren Achsen, neubarock, um 1900, im Kern wohl älter | D-7-61-000-1046 Wikidata | Mietshaus                                                                                      |
| Völkstraße 29 (Standort)                                                    | Mietshaus                                                                                      | Viergeschossiger Eckbau mit belvedereartigem Turmabschluss, Jugendstil mit floralem und antikisierendem Ornament und Maskenreliefs, 1905 Garteneinzäunung, gleichzeitig | D-7-61-000-1048 Wikidata | Mietshaus                                                                                      |
| Völkstraße 32, Völkstraße 34 (Standort)                                     | Doppel-Mietshaus                                                                               | Viergeschossiger Bau mit Flacherkern, Zwerchgiebeln und barockisierendem Putzdekor, um 1900 | D-7-61-000-1049 Wikidata | Doppel-Mietshaus                                                                               |
| Völkstraße 33 (Standort)                                                    | Wohnhaus                                                                                       | Viergeschossiger Klinkerbau mit Eckerker, Zwerchgiebel und Putzgliederung im Stil der Neurenaissance, von Adam Keller, 1902 | D-7-61-000-1050 Wikidata | Wohnhaus                                                                                       |